# ميهاي راليا
كان ميهاي دوميترو راليا (المعروف أيضًا باسم ميخائيل راليا، أو ميشيل راليا، أو ميهاي رايل، الذي ولد في 1 مايو 1896 وتوفي في 17 أغسطس 1964) عالمًا اجتماعيًا وصحفيًا ثقافيًا وشخصية سياسية ورومانيًا. ظهر لأول مرة بصفته تابعًا للحركة الزراعية اليسارية، التي كانت نتيجة تأثره بالنزعة النقابية والماركسية. كان راليا نتاجًا متميزًا للأكاديميين الفرنسيين، فقد رفض التقاليد ورحب بالتحديث الثقافي، ووضع الخطوط العريضة لبرنامج «دولة فلاحية» علمانية وديمقراطية. اندمجت أيديولوجيته في عمله العلمي، مع مساهمات ملحوظة في علم الاجتماع السياسي، وعلم اجتماع الثقافة، وعلم النفس الاجتماعي والوطني. كان أستاذًا في جامعة ياش وفي جامعة بوخارست منذ عام 1938.
بحلول عام 1935، اتبع راليا حزب الفلاحين الوطني، وكان يدير مراجعة مجلتَي فياتا رومانسياكا ودريبتاتيا يوميًا. نشر الجدل حول الدوائر اليمينية المتطرفة والحرس الحديدي الفاشي، الذي ندد به باعتباره غريبًا على الروح الرومانية. في وقت لاحق، ابتعد عن القيادة الوسطية للحزب وأيديولوجيته الديمقراطية، وأسس حزب الفلاحين الاشتراكيين. كان عضوًا مؤسسًا ووزيرًا للعمل في جبهة النهضة الوطنية الديكتاتورية، ومثل جناحها اليساري. أسس راليا خدمة «عمل جيد، نتمنى لك التوفيق» الترفيهية، وعمل لاحقًا كزعيم إقليمي للجبهة في تينوتول ماري. سقط من السلطة في عام 1940، وتعرض لمضايقات من قبل الأنظمة الفاشية المتعاقبة، وأصبح «رفيقًا مسافرًا» في الحزب الشيوعي السري.
تعاون راليا عن طيب خاطر مع الشيوعيين وجبهة بلوغمان قبل وبعد وصولهم إلى السلطة، وعمل كوزير للفنون وسفير للولايات المتحدة ونائب رئيس الجمعية الوطنية العظمى. هشمه النظام الشيوعي من ثم استعاده، وبصفته ماركسيًا إنسانيًا كان أحد سفراء الثقافة البارزين بحلول عام 1960. تحت سيطرة الرقابة الشيوعية الشديدة، أعطى عمله اعتمادًا علميًا لدعاية النظام المناهض لأمريكا، على الرغم من أنه استخدم منصبه لحماية بعض المضطهدين من قبل السلطات.
ساعدت مساهمات راليا النهائية في إعادة إضفاء الطابع المهني على علم النفس الروماني والتعليم، مع الاحتفاظ بمذهب شيوعي أكثر ليبرالية. كان دائمًا مسافرًا متعطشًا ورائدًا، وتوفي في الخارج، أثناء وجوده في مهمة إلى اليونسكو. ما زال يعيش في الذاكرة الثقافية كشخصية مثيرة للجدل. احتُفي به بسبب رؤيته الاجتماعية والنقدية، لكنه استُنكر بسبب محسوبية الأقارب، وخياراته السياسية، وتنازلاته الأدبية. كان لديه ابنة وحيدة فقط هي كاتينكا راليا، التي حققت شهرة أدبية كمترجمة للأدب الغربي.

## الميراث
أنجب راليا طفلة وحيدة فقط هي ابنته كاتينكا راليا (1929-1981). في العشرينيات من عمرها، شكلت دائرة أدبية ضمت الشاعر جيو دوميتريسكو. عملت أيضًا في مجال الآداب، قبل أن تصبح مراسلة في راديو رومانيا الدولي ومنتجة تلفزيونية رومانية. في عام 1969، قدمت كاتينكا تغطية حية لمهمة أبولو 11، بما في ذلك أول هبوط على سطح القمر. بالإضافة إلى ذلك، ترجمت أعمال جيروم ديفيد سالينجر (التي دعمت ثقافة الستينات المضادة في رومانيا) وجي آر آر تولكين. أكملت بالتعاون مع أوجينيا سينكيا الترجمة الأكثر مبيعًا لكتاب «تيس أوڤ ذي ديربيرڤلز: امرأة نقية قدمت بأمانة» والذي طُبع خمس طبعات بين عامي 1962 و1982. تزوجت ضد رغبة والدها عام 1958 من الممثل إيمانويل بيترو، واستمروا سويًا لمدة عامين.
تزامن وفاة ميهاي راليا مع فترة من التحرر، مما خلق مجالًا غير متوقع للمناورة لجيل أصغر من النقاد والمؤرخين الأدبيين الذين كانوا مناهضين للاجتماعية والذاتية وما بعد البنيوية. ومع ذلك، استمر بعض أعضاء هذه المدرسة الفكرية، مثل أدريان مارينو وميتاي سالينسكو في التأثر براليا بعد إعادة اكتشاف مقالاته المبكرة. وانضم إليهما في ذلك الكاتب الروائي والمنظر الأدبي الماركسي ألكسندرو إيفاسيك. من داخل الحركة المناهضة للشيوعية، دافع المؤلف نيكولاي شتاينهاردت عن راليا. قدّر شتاينهارت على الرغم من كونه أرثوذكسيًا متدينًا غير المؤمنين مثل راليا وبول زريفوبول «لذكائهما السريع».
حتى ثورة 1989، احتفظت المكتبات العامة بالعديد من كتب راليا السابقة للشيوعية، بما في ذلك «انتيليسورس» داخل صندوق سري لم يكن متاحًا إلا لقراء خاصين. بعد سقوط الشيوعية، انتقلت ملكية دوبرينا بأمر من الحكومة إلى أبرشية هوسي الأرثوذكسية. تحمل فيلته الدوربرينية التي باعتها كاتينكا راليا، لوحة تذكارية تكريمًا لعالم الاجتماع. بموجب قانون الحكومة رقم 503 لعام 1998، تغير اسم معهد الأكاديمية الرومانية لعلم النفس إلى «معهد ميهاي راليا». تحتوي مكتبة هوسي التي سميت أيضًا باسم راليا على مجموعة كاملة من أعماله منذ عام 2013.
أعيد نشر كتابات راليا الاجتماعية المبكرة، باسم «Fenomenul Românesc» في عام 1997. بحلول ذلك الوقت، أُعيد تقييم مساهمته الاجتماعية بطرق مختلفة، مما أدى إلى إعادة إصدار مقالاته كمجلد عام 1997 وضعه كونستانتين شيفيرني في إديتورا ألباتروس. حوالي عام 1995، اندلع نقاش عام ساخن، ركز على المسار المهني للمثقفين اليساريين مثل راليا، وأعمالهم المفترضة في خيانة الذات. كان السؤال المركزي الذي طرحه الباحث مارين نيشيسكو هو: هل كان من الأفضل لهم عدم النشر على الإطلاق في ظل الشيوعية؟ في عام 2010، دافعت مجموعة من علماء الاجتماع عن راليا، مشيرين إلى أنه «نحن الرومانيون متأخرون بدون مبرر في الاعتراف بمساهمة ميهاي راليا الاجتماعية».